# 石佛站 (成都市)
石佛站位于中华人民共和国四川省成都市新都区斑竹园街道香城大道南侧，是成都地铁27号线的地铁车站，一期工程终点站，于2024年12月19日启用。

## 车站概要
石佛站位于新都区斑竹园街道香城大道南侧，沿香城大道东西向设置。因老地名石佛庵而得名。本站在规划阶段曾用名“香城大道站”。
在原建设规划方案中，27号线一期终点为前一站慈义，未包含本站。为加强27号线对外辐射能力，支持TOD开发，减少出入段线长度，初步设计方案延长一站至本站，本站遂成为终点站。此外，还预留进一步延长正线，在大丰车辆段旁设置金花村站的条件。

## 车站结构
石佛站为地上三层高架14米宽岛式站台车站，全长120米，宽21.8米，总建筑面积8573.78平方米。
| 地上 三层 |                                 | 27号线列车终点站台         |  |
| 地上 三层 | 岛式站台，左边车门将会开启      |                            |  |
| 地上 三层 | 27号线列车往蜀鑫路方向 （慈义） |                            |  |
| 地上 二层 | 站厅层                          | 安检、自动售票机、车站商店 |  |
| 地面      | 架空层                          | 出入口                     |  |

## 出入口
本站目前开放4个出入口。
|              |                         |                                  |      |
| 出口编号     | 设施                    | 出口指示                         | 照片 |
|              | 无障碍电梯 无障碍卫生间 | 安华路、金花路、香城大道华桂路段 |      |
| 出口 · B     |                         | 金花路、香城大道华桂路段         |      |
| 出口 · C · 1 |                         | 香城大道华桂路段                 |      |
| 出口 · C · 2 | 无障碍电梯              | 香城大道华桂路段、竹冶路         |      |

## 大事记
- 2022年8月31日，石佛站主体结构封顶。[5]